# 米納·薛福
米納·貝利·（班尼）·薛福（英語：Milner Baily ("Benny") Schaefer；1912年12月14日—1970年7月26日）生於懷俄明州夏延，其以漁業動態資源量之貢獻而著名。
薛福曾在華盛頓州漁業部門擔任生物學家，並於1937年至1942年間於加拿大卑詩省新西敏的國際太平洋鮭魚漁業委員會（International Pacific Salmon Fisheries Commission）擔任科學家。 1946年，其加入美國魚類和野生動物管理局，並在史丹佛大学的漁業生物學中心擔任不同之職務。之後其在夏威夷檀香山的太平洋海洋漁業調查中心工作，並在1950年取得華盛頓大學的漁業博士學位。1951年，薛福擔任於斯克里普斯海洋研究所 成立之美洲熱帶鮪類鮪員會（IATTC）總部之調查總監。 

## 薛福短期漁獲方程式
薛福在其任職於IATTC期間，致力於發展漁業動態資源學之理論，並出版奠基於Verhulst人口增長模型和雙線性捕獲方程式假設之漁業均衡模型，通常被稱作薛福短期漁獲方程式，方程式如下：
{\displaystyle H(E,X)=qEX\!}
變動量如下： H ，指的是在設定區間裡（例如一年）的捕撈量（收穫量）； E ，指的是設定區間裡的漁獲努力量； X ，指的是區間開始時的魚群生物資源量（或平均生物量），參數q 代表魚群的的可捕撈程度。假設漁獲量等於同時期的資源量的淨自然成長（{\displaystyle {\dot {X}}=0} ），則平衡漁獲量則是長期漁獲努力量函數E：
{\displaystyle H(E)=qKE(1-{\frac {qE}{r}})}
r和K分别代表固有成長率和自然生物平衡量的生物學參數。
薛福在1950年代出版了基於模型的一系列實證研究，最著名的當為《熱帶東部太平洋黃鰭鮪漁業動態之研究》一文。 出版後，其餘研究者亦很快預見此模型工具更多的發展潛力 

## 戈登-薛福模型
薛福的研究論文進一步地擴展了生物學上的模型，說明了在不受控制之漁業下，假定漁業努力量增加直到無法獲利為止的動態評估。因此，漁業達到平衡， 也就是模型中的H在生態平衡的位置。史考特.戈登（Scott Gordon）與薛福（Schaefer）同一年發表的論文中，將其稱為生態平衡，但戈登句焦在純粹的漁業經濟上。顯而易見的是，薛福與戈登並不知道他們彼此的研究，以及現代他們的生物經濟學模型，被稱作戈登－薛福模型。一般在這個模型的生物學部分，常常只歸功於薛福，但如此是個錯誤。薛福與和戈登的研究，一同為漁業經濟學的計量分析基礎付出貢獻。